# August Bier

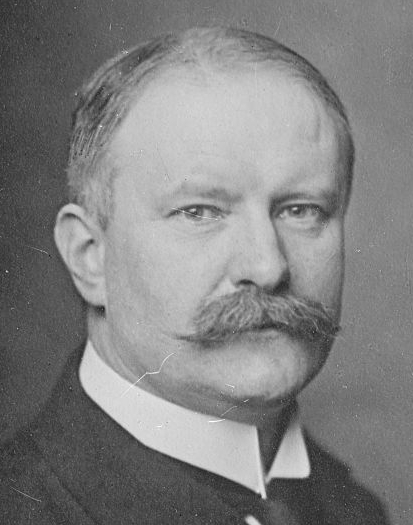
August Bier, 1908

Carl August Gustav Bier, auch August Karl Gustav Bier und August von Bier genannt, (* 24. November 1861 in Helsen, Waldeck; † 12. März 1949 in Sauen) war ein deutscher Chirurg und Hochschullehrer. Er war Pionier regionalanästhetischer Verfahren wie der Spinalanästhesie und der nach ihm als Bier-Block benannten intravenösen Regionalanästhesie.
Bier war auch ein bedeutender Forstmann, der vor allem durch sein waldbauliches Wirken auf seinem Waldgut Sauen bekannt wurde, das er von einer reinen Kiefernheide in einen standortgerechten Mischwald umwandelte.

## Leben
August Biers Vater war der Geometer Theodor Bier. 1881 legte Bier das Abitur an der Alten Landesschule Korbach ab. Er studierte von 1881 bis 1886 Humanmedizin an der Friedrich-Wilhelms-Universität Berlin, der Universität Leipzig und der Christian-Albrechts-Universität zu Kiel. Nach dem Examen und der Medizinalassistentenzeit praktizierte er zunächst als Landarzt. Als Schiffsarzt kam er nach Mittel- und Südamerika.

### Kiel
Im Dreikaiserjahr 1888 ging er als Assistent an die Kieler Chirurgie unter Friedrich von Esmarch. Er habilitierte sich 1889, im Alter von 28 Jahren. Im selben Jahr begann er mit der Erforschung der Hyperämietherapie, die er 1903 als Heilmittel einführte. 1894 wurde er Extraordinarius. In Kiel begann er seine Versuche zur Lokalanästhesie mit einer Injektion von Kokain in den Wirbelkanal. Er führte im Tierversuch und im August 1898 mit seinem Assistenten August Hildebrandt gegenseitig Spinalanästhesien mit 0,5-prozentiger Kokainlösung über eine Lumbalpunktion, wie sie Heinrich Irenaeus Quincke 1891 beschrieben hatte, durch, bevor er das Verfahren routinemäßig bei Patienten anwendete. Durch die Injektion von Kokain wurde „ein starker Schlag mit einem Eisenhammer gegen das Schienbein [und] starkes Drücken und Ziehen am Hoden“ nicht mehr als schmerzhaft empfunden. Beide entwickelten in der Folge einen stark ausgeprägten postspinalen Kopfschmerz mit Übelkeit und Erbrechen. Durch August Bier und Théodore Tuffier wurde die Spinalanästhesie 1898/1899 eingeführt. Der US-Amerikaner James Leonard Corning hatte 1885 bereits ähnliche Versuche unternommen und in rückenmarksnahe Strukturen Kokain eingespritzt. Ob dabei eine Spinalanästhesie gelang oder die Substanzen nur in die Bandstrukturen appliziert wurden oder sogar (versehentlich) die erste Periduralanästhesie gelang, ist umstritten. Im Anschluss an die Veröffentlichung von August Bier entwickelte sich eine Kontroverse um das erste erfolgreich durchgeführte Anästhesieverfahren dieser Art, was sowohl Bier als auch Corning für sich beanspruchten. In der Folge zerstritt sich Bier auch mit seinem Assistenten Hildebrandt, der unzufrieden war, weil Bier ihn nicht als Mitautor aufgeführt hatte. Im 21. Jahrhundert wird Corning die Schaffung der experimentellen und theoretischen Voraussetzungen für die Spinalanästhesie zugeschrieben, Bier aber die erfolgreiche Anwendung und anschließende Etablierung des Verfahrens in der Klinik.

### Lehrstühle
Im Jahr 1899, gerade an die Königliche Universität zu Greifswald berufen, appendektomierte Bier den jungen Hansjoachim von Rohr – mit der Mamsell als Assistentin – auf dem Küchentisch des Gutshofs Demmin.
Als von Esmarch am 1. April 1899 emeritierte und Heinrich Helferich dessen Nachfolger als Direktor der chirurgischen Klinik wurde, übernahm August Bier Helferichs Stelle als ordentlicher Professor der Chirurgie.
1903 wechselte er auf den Lehrstuhl der Rheinischen Friedrich-Wilhelms-Universität. August Bier operierte im St.-Johannes-Hospital, weil die Bonner Universität noch nicht über einen eigenen Operationssaal verfügte.
1907 übernahm er in der Reichshauptstadt Berlin das Direktorat der Chirurgischen Universitätsklinik in der Ziegelstraße. Den nach ihm benannten Bier-Block, die intravenöse Lokalanästhesie bzw. intravenöse Regionalanästhesie führte er 1909 mit der Injektion von 0,5%iger Novocainlösung in eine Extremitätenvene bei Blutleere ein. Damit erzielte er in über 100 Fällen eine vollständige Betäubung der zu operierenden Extremität. Im Ersten Weltkrieg war Bier als Marinegeneralarzt Beratender Chirurg des XVIII. Armee-Korps. Seine vielen Lazarettbesuche brachten ihn zur Entwicklung des deutschen Stahlhelms M1916, der sich rasch durchsetzte und viele Soldaten vor schweren Kopfverletzungen schützte. Bier erfand einen Schröpfkopf, der Unterdruck nicht mehr durch Erwärmung und darauffolgende Abkühlung, sondern mit einer Saugglocke (Biersche Glocke) herstellte.
In der Weimarer Republik engagierte Bier sich für Heilgymnastik und Sport. Außerdem setzte er sich naturwissenschaftlich-kritisch (vor allem mit der Arndt-Schulz-Regel argumentierend) mit der Homöopathie – deren Ablehnung er seinen Kollegen empfahl aufzugeben – und der Seele auseinander. 1920 wurde er als erster Leiter der Hochschule für Leibesübungen in Berlin berufen. Carl Diem, dem er zu einem Dr. h. c. med. an der Friedrich-Wilhelms-Universität verholfen hatte, wurde sein Stellvertreter. Bier operierte unter anderem die Politiker Hugo Stinnes (1924) und Friedrich Ebert (1925). Von 1930 bis zu seiner Emeritierung 1932 war Bier Vorsitzender der Berliner Chirurgischen Gesellschaft.

### Emeritus

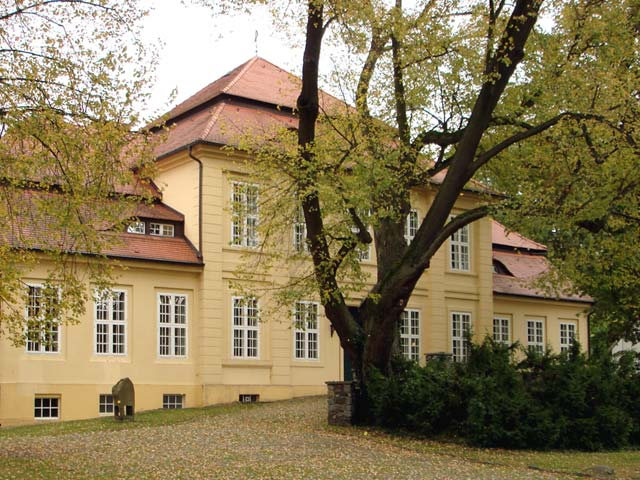
Gutshaus Sauen

Neben seiner ärztlichen Tätigkeit erlangte Bier forstgeschichtliche Bedeutung durch waldbauliches Wirken auf seinem Waldgut Sauen bei Beeskow in der Mark Brandenburg. Bier erfüllte sich im Jahr 1912 seinen Wunsch nach forstwirtschaftlicher Gestaltung durch den Kauf des 500 Hektar großen Gutes, das er später auf 807 Hektar vergrößerte, den Status eines Rittergutes hatte und durch den Pächter Ludwig Swoboda betreut wurde. Es gelang ihm, die dortige heruntergewirtschaftete Kiefernheide in einen standortgerechten Mischwald umzuwandeln. Um dies zu erreichen, gab er die bisherige Kiefernreinbestandswirtschaft auf und brachte in diese Monokulturen Laubbäume wie Traubeneiche, Rotbuche, Bergahorn und Linden, aber auch Gemeine Fichte oder Douglasie ein. So entstanden harmonisch zusammengesetzte Mischbestände aus Laub- und Nadelhölzern mit Sträuchern und Bodenpflanzen. Wesentlich war ihm auch der Aufbau von Waldmänteln, dem „warmen Rock des Waldes“. Dieser Waldumbau, der sich aus vielen verschiedenen Einzelschritten und -versuchen ergab, erregte ähnlich wie die von Friedrich von Kalitsch entwickelte „Bärenthorener Kiefernwirtschaft“ große Aufmerksamkeit in forstwirtschaftlichen Kreisen, und das Gut Sauen entwickelte sich zu einem Anziehungspunkt für zahlreiche Besucher. In seiner Funktion als Forstmann war Bier zudem von 1931 bis 1948 Kuratoriumsmitglied der Fürst Donnersmarck-Stiftung, die ihre laufenden Ausgaben aus der Bewirtschaftung des Frohnauer Forstes schöpfen sollte.
1932 emeritiert, stand der nationalkonservative Bier dem Nationalsozialismus zunächst nahe. Am 3./4. April 1932 publizierte er im Völkischen Beobachter einen Aufruf zugunsten der Nationalsozialistischen Deutschen Arbeiterpartei. Seine höchste Auszeichnung erhielt Bier 1937. Beim Reichsparteitag wurden ihm und Ferdinand Sauerbruch der mit 100.000 Reichsmark dotierte Deutsche Nationalpreis für Kunst und Wissenschaft verliehen, der laut Verordnung einen „Ersatz“ für den Nobelpreis darstellen sollte. Am 18. August 1942 ernannte Adolf Hitler ihn zum außerordentlichen Mitglied des wissenschaftlichen Senats des Heeressanitätswesens. Bier war auch Mitherausgeber der Zeitschrift Münchener Medizinische Wochenschrift.
Im weiteren Verlauf des Krieges ging Bier zunehmend auf Distanz zum NS-Regime. Sein philosophisches Werk „Die Seele“, ein Bestseller der damaligen Zeit, durfte in der NS-Presse nicht besprochen werden, Papierzuteilungen für Neuauflagen wurden ihm verweigert. Nach dem Attentat vom 20. Juli 1944 auf Adolf Hitler wurde seine Ehefrau Anna Bier auf Grund von regimekritischen Äußerungen gegenüber Hitler und positiven Aussagen bzgl. des Attentats bei einer familiären Abendgesellschaft von der Gestapo verhaftet und inhaftiert. Nach dem Ende des Zweiten Weltkrieges wurde August Bier auf Grund seiner herausragenden Leistungen für die Wissenschaft von der sowjetischen Besatzungsmacht versorgt, unter besonderen Schutz gestellt und erhielt sogar Teile seines ursprünglichen Grundbesitzes zurück.
Im Jahr 1951 erschien Biers Schrift Das Leben im Münchener Verlag J. F. Lehmann als Fortsetzung seines Buches Die Seele. Das posthum herausgegebene Werk war als zweiter Band einer Trilogie geplant.

## Privates
August Bier heiratete am 29. August 1905 Anna Esau (* 27. Mai 1883). Sie hatten vier Kinder: Heinrich (* 3. Juni 1906), Margarete (1908–1980), verheiratete Baldamus, Eva (* 3. Oktober 1909), kurz verheiratet (geschieden) mit Freiherr Hans von Seckendorff-Broock (1883–1934), Gutsbesitzer auf Schloss Broock und u. a. auf Tentzerow; und Tochter Christa (1912–2012), verheiratete von Winning. August Bier starb mit 87 Jahren und fand in seinem Wald in Sauen die letzte Ruhestätte. Biers Tochter Christa von Winning hatte ebenfalls eine forstliche Passion. Sie gründete das vielbeachtete Arboretum Melzingen in der Lüneburger Heide.
Sein Enkel Jürgen Bier war Kieferchirurg und Ordinarius der Freien Universität Berlin. Sein Enkel Conrad Baldamus wurde Ordinarius für Nephrologie an der Universität zu Köln und initiierte 1992 die Stiftung August Bier für Ökologie und Medizin.

## Ehrungen
- Fünf Ehrendoktorate

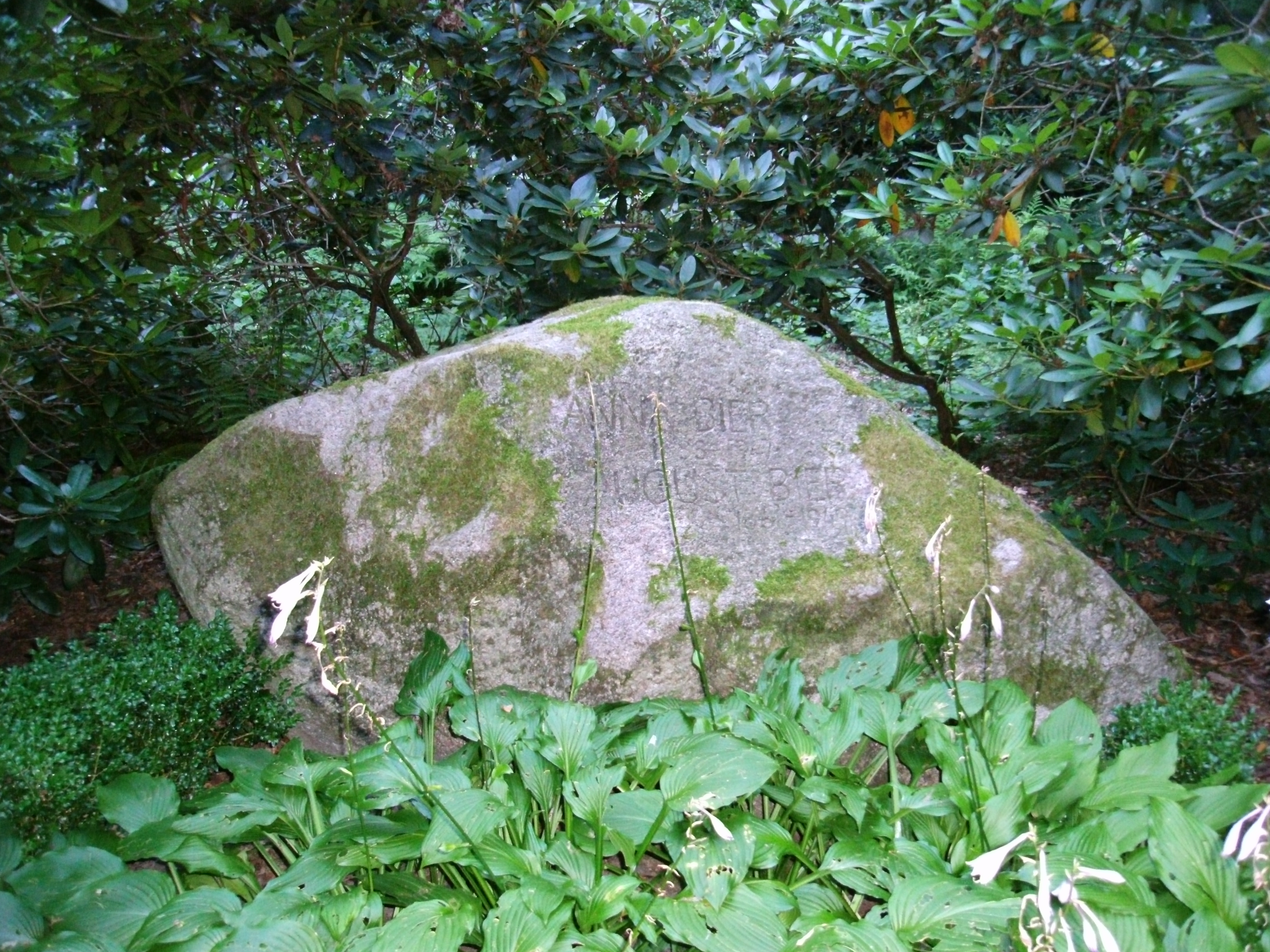
Anna und August Biers Grab in Sauen

- Deutscher Nationalpreis für Kunst und Wissenschaft (1937)
- Roter Adlerorden II. Klasse mit Eichenlaub
- Königlicher Kronen-Orden (Preußen) II. Klasse
- Königlicher Hausorden von Hohenzollern, Komturkreuz[30]
- August-Bier-Klinik für neurologische Rehabilitation in Bad Malente
- August-Bier-Station der Viszeralchirurgie im Universitätsklinikum Bonn
- August-Bier-Krankenhaus in Litzmannstadt (1940–1945)
- Professor-Bier-Straße in Korbach, Helsen und Babelsberg
- August-Bier-Straße in Bonn-Kessenich
- August-Bier-Weg Schreventeich in Kiel
- August-Bier-Weg in Wolfsburg
- August-Bier-Platz im Olympiapark Berlin
- August-Bier-Plakette der Deutschen Sporthochschule Köln
- August-Bier-Preis der Deutschen Gesellschaft für Anästhesiologie und Intensivmedizin für „bedeutsame Arbeiten auf dem Gebiet der klinischen Regionalanästhesie“.
- Zum Tag des Gesundheitswesens der DDR am 11. Dezember 1988  (Jahrestag des Geburtstags von Robert Koch) erhielt das Landambulatorium Storkow  den Ehrennamen: „Landambulatorium Professor August Bier“.

## Biersche Flecke
1889 beschrieb August Bier ein merkwürdiges Phänomen. Nach einer Stauung der Extremitäten durch eine Binde, treten zwei Arten von Hautflecken auf. Kleine, helle, weiße unregelmäßige Flecken. Dazwischen treten auch gerötete Stellen beziehungsweise rote Flecken  auf. Die Flecken können an Armen, Händen und Beinen auftreten. Es handelt sich um eine vaskuläre Anomalie. Sie sind nicht andauernd vorhanden, sondern treten je nach Stellung oder Stauung (Biersche Stauung) der Extremitäten auf. Die Flecken sind nach August Bier (englisch auch „Bier Spots “) benannt.

## Stiftung Ökologie und Medizin
In den 1990er Jahren gründeten Biers Erben und die Europäische Gesellschaft August Bier für Ökologie und Medizin e. V. die Stiftung August Bier für Ökologie und Medizin. Seit 1994 bewirtschaftet sie den erhaltenen Wald in Sauen. Die Stiftung hat einen Audiopfad durch den Wald und seit Dezember 2009 ein kleines Informationszentrum eingerichtet.

## Schriften (Auswahl)
- Ein Fall von Akromegalie. In: Wiener klinische Wochenschrift. Organ der k. k. Gesellschaft der Aerzte in Wien, 30. August 1888, S. 19 (online bei ANNO).
- Behandlung chirurgischer Tuberculose der Gliedmassen mit Stauungshyperämie. In: Wiener klinische Wochenschrift. Organ der k. k. Gesellschaft der Aerzte in Wien, 2. März 1893, S. 16 (online bei ANNO).
- Unterbindung der Arteriae iliacae internae gegen Prostatahypertrophie. In: Wiener klinische Wochenschrift. Organ der k. k. Gesellschaft der Aerzte in Wien, 10. August 1893, S. 1 (online bei ANNO).
- Zirkuläre Darmnaht. In: Archiv für klinische Chirurgie. Band 49, 1895, S. 739 ff.
- Weitere Mittheilungen über tragfähige Amputationsstümpfe im Bereiche der Diaphyse. In: Wiener klinische Wochenschrift. Organ der k. k. Gesellschaft der Aerzte in Wien, 9. Jänner 1896, S. 16 (online bei ANNO).
- Operationstechnik für tragfähige Amputationsstümpfe. In: Centralblatt für Chirurgie. Nr. 31, 1897.[35]
- Versuche über die Cocainisirung des Rückenmarks. In: Deutsche Zeitschrift für Chirurgie. Band 51, 1899, S. 361–368 (Kurzrezension).
- Ueber einen neuen Weg Localanästhesie an den Gliedmassen zu erzeugen. In: Archiv für klinische Chirurgie. Band 86, 1908, S. 1007–1016.
- Über den heutigen Stand der Lumbal- und Lokalanästhesie. In: Deutscher Chirurgenkongreß II. 1909, S. 474 ff.
- Über die Venenanästhesie. In: Berliner klinische Wochenschrift. Band 11, 1909, S. 477 ff.
- Über eine neue Methode der lokalen Anästhesie. In: Münchner Medizinische Wochenschrift. Band 1, 1909, S. 589 ff.
- Über Knochenregeneration, über Pseudarthrosen und über Knochentransplantate. In: Archiv für klinische Chirurgie. Bans 127, 1923, S. 3 ff.
- posthum: Das Leben. J. F. Lehmanns Verlag, München 1951.

## Film
- August Bier. Der Chirurg, der Bäume pflanzte. Dokumentarfilm von Alma Barkey. 50 min. Alma Barkey Film 2009.